# Крупышево (Костромская область)
Крупышево — деревня в Макарьевском районе Костромской области. Входит в состав Нежитинского сельского поселения.

## География
Находится в юго-восточной части Костромской области на расстоянии приблизительно 56 км на юг-юго-запад по прямой от районного центра города Макарьев на правом берегу Унжи.

## История
Известна с 1872 года, когда здесь было учтено 27 дворов, в 1907 году отмечено было 49 дворов. В период коллективизации был организован колхоз «Работник». В последние годы в деревне растет количество дачных домов жителей Иваново.

## Население
Постоянное население составляло 200 человек (1872 год), 197 (1897), 275 (1907), 1 в 2002 году (русские 100 %), 0 в 2022.